# H-1B
H-1B ist der Name eines Nichteinwanderungsvisums der Vereinigten Staaten, das es US-amerikanischen Unternehmen erlaubt, speziell qualifizierte ausländische Arbeitnehmer zu beschäftigen.

## Voraussetzungen
Das Arbeitsvisum wird an Personen vergeben, die über ein abgeschlossenes Hochschulstudium verfügen, das mindestens einem US Bachelor Degree entspricht oder vergleichbare Leistungen vorweisen können, deren Gleichwertigkeit in einem Gutachten bestätigt wurde. Voraussetzung für die Erteilung eines H-1B-Visums ist eine durch den US-amerikanischen Arbeitgeber ausgefertigte Stellenzusage, wobei zwischen der auszuübenden Tätigkeit und der Qualifikation ein Zusammenhang bestehen und das Gehalt dem ortsüblichen Tarif entsprechen muss.
Obwohl das H-1B ein Nichteinwanderungsvisum ist, ist die Einwanderungsabsicht des Visuminhabers (in Form eines Green Card-Antrags) im Gegensatz zu anderen Nichteinwanderungsvisakategorien (z. B. J-1) legitim (doppelte Absicht). Der Visuminhaber tut dies, indem er den Einwanderungsantrag I-140 und anschließend die Statusanpassung I-485 einreicht. Die meisten H-1B-Inhaber beantragen dies durch Arbeitgebersponsoring im Rahmen von EB-2 (Advanced Degree Professionals) oder EB-3 (Skilled Workers/Professionals). Der Arbeitgeber muss dem H-1B-Visuminhaber eine unbefristete Anstellung anbieten und dem Arbeitsministerium (DOL) nachweisen, dass keine qualifizierten US-Arbeitnehmer für die Stelle verfügbar sind und dass das Stellenangebot den geltenden Lohnanforderungen entspricht. Weitere Möglichkeiten, eine dauerhafte Aufenthaltserlaubnis in den Vereinigten Staaten zu erhalten, sind die Einstein-Visumkategorien EB-1A (Extraordinary Ability) oder EB-1B (Outstanding Researchers/Professors) sowie das EB-1C (Multinational Executives/Managers) für Unternehmensleiter und das EB-2 NIW (National Interest Waiver) für Berufe von nationalem Interesse und hoher Nachfrage. Der Missbrauch von H1B-Visa begann in den frühen 1990er Jahren als Mittel für Organisationen, billige Arbeitskräfte zu erhalten, um ihre wirtschaftlichen Bedürfnisse zu decken, und in der Folge erschienen Studien und Berichte, die zeigten, dass Vielfalt für Organisationen sozial und kreativ von Vorteil ist. Eine der ersten Studien war der 1991 von der Academy of Management verfasste Artikel „Managing Cultural Diversity: Implications for Organizational Competitiveness“ auf The Executive von Taylor H. Cox und Stacy Blake.

## Gültigkeit
Ein H-1B-Visum ist zunächst drei Jahre lang gültig und kann einmal um drei weitere Jahre verlängert werden. Wer sonst keine weitere Aufenthaltserlaubnis erlangt hat, muss sich mindestens ein Jahr lang außerhalb der USA aufhalten, bevor erneut ein H-1B-Visum beantragt werden kann.

## Kritik
Die H-1B-Visa werden von zwei Seiten kritisiert. Aus Sicht der Herkunftsländer der Visuminhaber fördern die Visa den Brain Drain. Aus Sicht der US-Arbeitnehmer führen sie zu Arbeitsplatzverlusten und werden zur Lohndrückung genutzt; man geht davon aus, dass die Mehrheit der H-1B-Inhaber keine hochqualifizierten Arbeitskräfte sind und sie keine neuen Arbeitsplätze für US-Bürger schaffen. Die Kritik ähnelt daher in gewisser Weise der am deutschen Green Card-Programm. Das Programm ist Gegenstand von Fraktionskämpfen innerhalb der Republikanischen Partei. Einerseits plädieren traditionell einwanderungsfeindliche Parteimitglieder dafür, Arbeitsplätze bevorzugt an US-Bürger zu vergeben, andererseits nutzen große Internet- und Dienstleistungsunternehmen in den USA das Programm, um ausländische Arbeitnehmer aus dem Ausland anzuwerben und es als Lotteriesystem zu nutzen, um die maximal zulässige Anzahl ausländischer Arbeitnehmer pro Jahr in ihr Unternehmen zu holen und ihre Geschäfte auszubauen. Allein Amazon stellte im Jahr 2024 13.000 H-1B-Mitarbeiter ein, die höchste Zahl. Elon Musk, der 1992 zum Studium in die USA kam und 2002 durch das H1B-Visumprogramm amerikanischer Staatsbürger wurde und eine Schlüsselrolle im Wahlkampf für die 47. US-Präsidentschaftswahlen spielte, nutzte Berichten zufolge seinen Einfluss, um Donald Trump davon zu überzeugen, einen legalen Weg zur Einwanderung zu unterstützen. Trump hatte das H1B-Visumprogramm zuvor kritisiert.